# Terpitz (Liebschützberg)
 Terpitz  ist ein Ortsteil der Gemeinde Liebschützberg im Landkreis Nordsachsen in Sachsen.

## Geografie und Verkehrsanbindung
Der Ort liegt nordöstlich von Oschatz und südwestlich von Strehla. Östlich des Ortes fließt die Elbe,
südlich verläuft die B 6 und östlich die B 182.

## Kulturdenkmale
In der Liste der Kulturdenkmale in Liebschützberg sind für Terpitz vier Kulturdenkmale aufgeführt.

## Persönlichkeiten
- Christian Othfar (1609–1660), lutherischer Theologe, Kirchenlieddichter und Arzt